# Croix des Volontaires Royaux
La Croix des Volontaires Royaux est une décoration militaire française créé par le roi de France Louis XVIII pour récompenser Volontaires royaux pendant les Cent-Jours en 1815.

## Historique et modalités d'attribution
La Croix des Vonlontaires Royaux a été créée pour récompenser ceux qui, pendant les Cent-Jours se sont soulevés contre le retour de Napoléon Ier, gardé leur fidélité aux Bourbons et permis la seconde restauration du Roi Louis XVIII.

## Caractéristiques
Croix de Malte en argent, surmontée par une couronne royale de France. Les quatre branches aux pointes pommetées et émaillées de vert étaient séparées par des fleurs de lys. Au centre de la croix se trouvait un médaillon central qui portait :
- Sur son avers : dans la partie centrale, l'effigie du roi Louis XVIII dans un cercle doré ; il était entouré d'un cercle émaillé de blanc où l'on relève la devise DIEU, LE ROI, LA PATRIE.
- Sur son revers : un centre émaillé de rouge fascé de blanc portant le millésime 1815 et entouré d'un cercle émaillé de blanc où l'on relève l'inscription : VOLONTAIRES ROYAUX

Ruban : blanc avec de chaque côté, un liseré vertical rouge.